# Шимпер, Вильгельм Филипп
Вильгельм Филипп Шимпер (12 января 1808, Доссенхейм Франция — 20 марта 1880, Страсбург Франция) — немецкий и французский ботаник, палеонтолог, географ, путешественник и редактор.

## Биография
Родился Вильгельм Шимпер 12 января 1808 года в Доссенхейме. В 1832 году окончил Страсбургский университет и остался там же в качестве преподавателя геологии и минералогии (с 1862 года занимал должность профессора), одновременно с этим с 1835 года работал в Страсбургском музее естественной истории, при этом с 1839 года он был избран директором. Вильгельм Филипп Шимпер был известен не только как ботаник, ну а также как географ и путешественник. Он за свою долгую и плодотворную жизнь совершил многочисленные путешествия по Европе.
Скончался Вильгельм Шимпер 20 марта 1880 года в Страсбурге.

## Личная жизнь
Вильгельм Шимпер был женат. Его сын Андреас Шимпер пошёл по его стопам, стал ботаником. Также у Вильгельма Шимпера есть двоюродный брат — Карл Шимпер, биолог.

## Научные работы
Основные научные работы посвящены изучению мхов. Вильгельм Шимпер является одним из основоположников палеоботаники.

## Научные труды и литература
- Шимпер В. Синопсис мхов Европы, 1866 (совм. с Т. Брутом и А. Гумпелем).
- Шимпер В. Руководство к палеонтологии растений (т. 1—3, 1869—74).

## Редакторская деятельность
- Автор и редактор богато иллюстрированного труда Бриология Европы, т. 1-6, 1835-55.

## Членство в обществах
- 1854—80 — Член Парижской АН.

## Список использованной литературы
- БСЭ.— 3-е изд. В 30-и т.— М.: Советская энциклопедия, 1970—78.
- Биологи. Биографический справочник.— Киев.: Наук. думка, 1984.— 816 с.

1. ↑  LIBRIS — Национальная библиотека Швеции, 2018.